# Берлинская и Германская епархия
Берли́нская и Герма́нская епа́рхия (нем. Diözese von Berlin und Deutschland, также Berliner Diözese) — епархия на территории Германии, находящаяся в непосредственном подчинении Русской православной церкви. Действует параллельно Берлинской и Германской епархии РПЦЗ.
На 2014 год в епархии было 88 приходов, 60 священников и 10 диаконов. Епархия разделена на Северное, Баварско-Гессенское, Южное, Западное и Восточное благочиния.
Воскресенский собор — главный (кафедральный) собор епархии.

## История

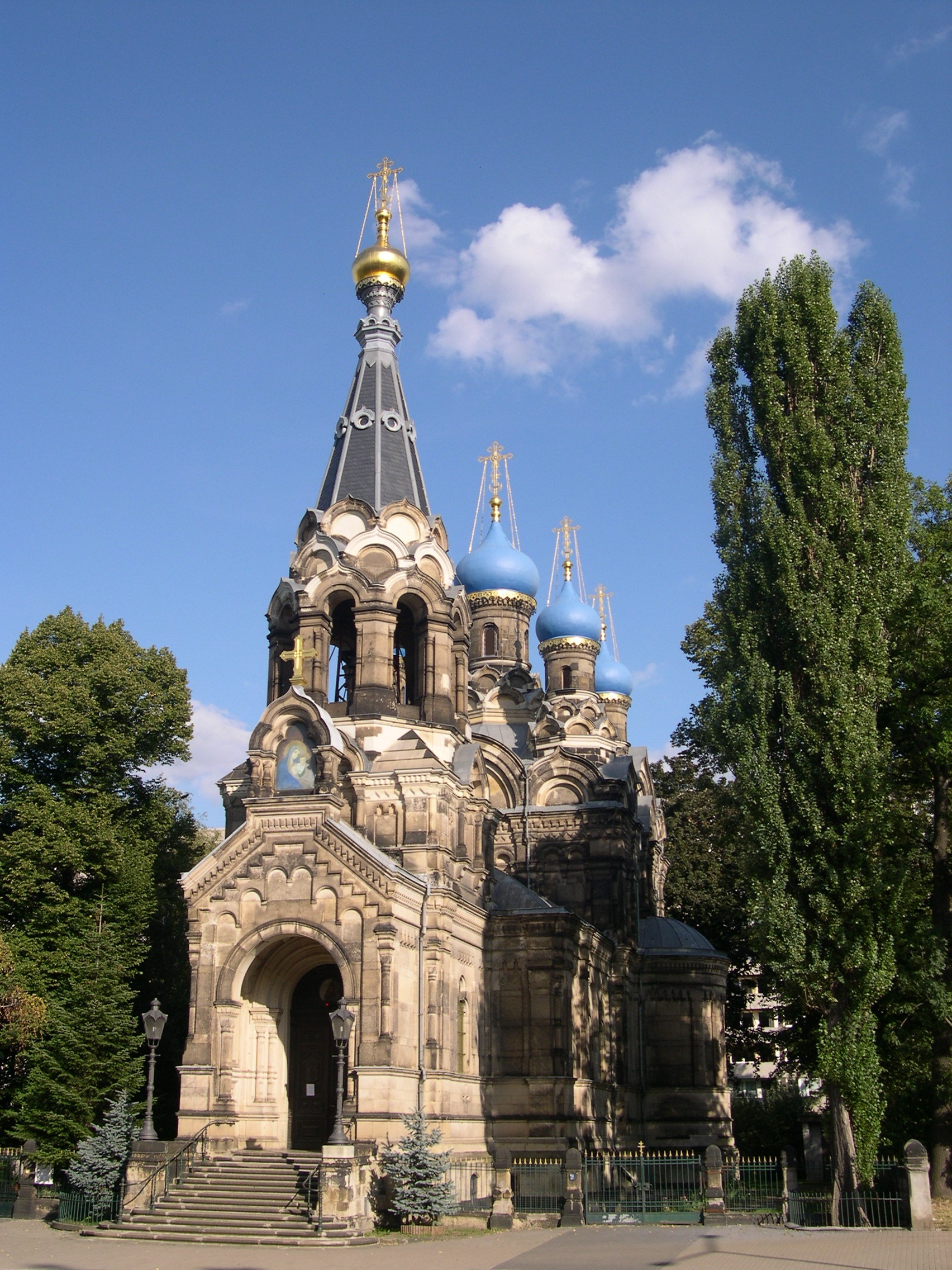
Церковь в Дрездене

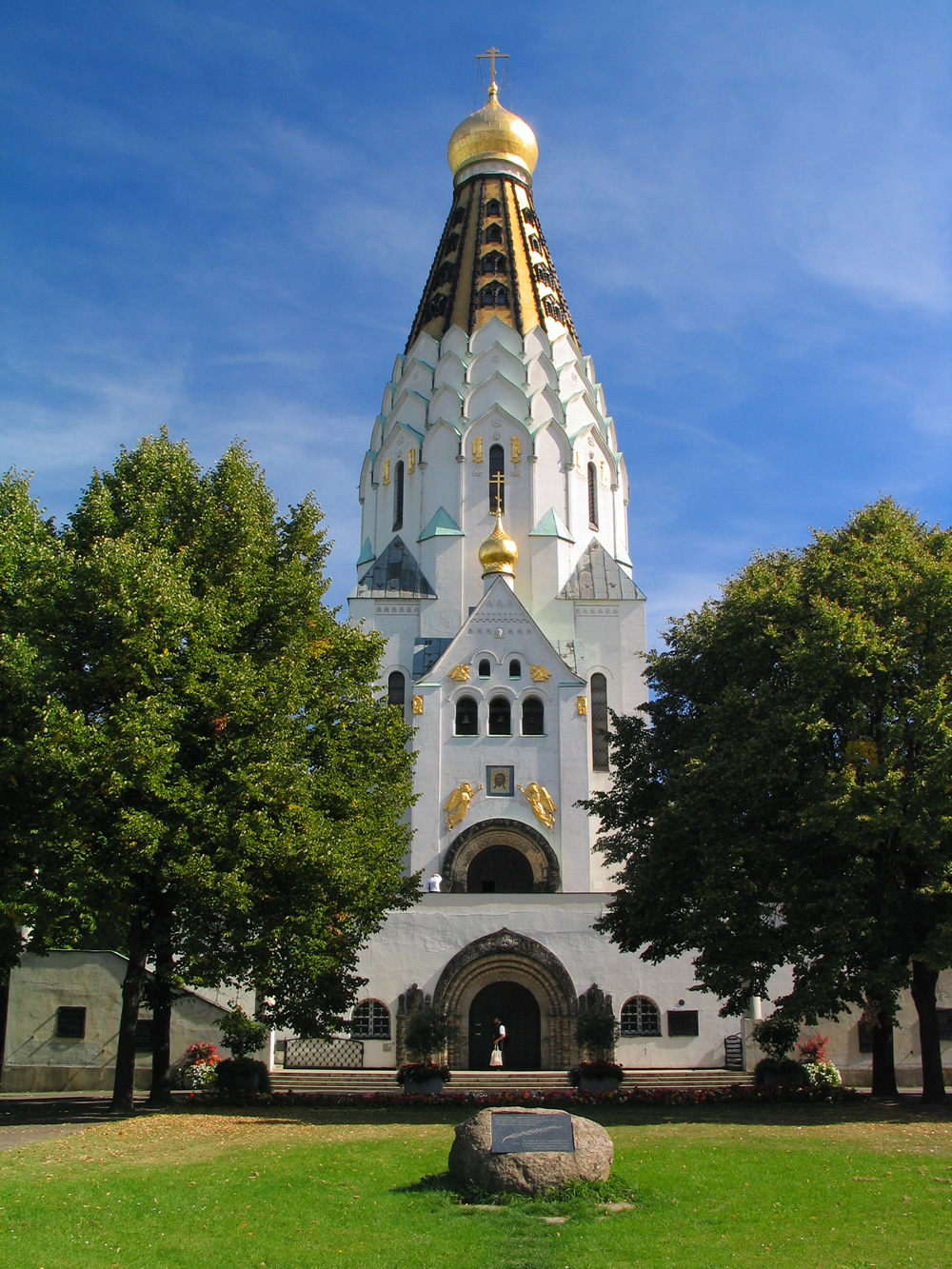
Церковь в Лейпциге

В XVIII—XIX веках православные приходы и храмы на территории Германии в основном возникали при русских дипломатических учреждениях и в местах наиболее массового проживания российских подданных (как правило, в курортных городах). Появлению новых приходов способствовали тесные родственные связи между правящими династиями и аристократией.
После 1917 года русское православное население Германии стало резко увеличиваться за счёт покинувших Россию эмигрантов.
8 апреля 1921 года Патриарх Тихон, ссылаясь на постановление ВЦУ за границей от 19 ноября 1920 года, своим указом поручил управление приходами в Западной Европе архиепископу Волынскому Евлогию (Георгиевскому), оказавшемуся в эмиграции в числе других иерархов РПЦ. Местом пребывания архиепископа Евлогия стало здание Александровского приюта в Берлине, куда он прибыл вместе с архимандритом Тихоном (Лященко).
Напряжённость, а впоследствии разрыв в отношениях между главой РПЦЗ Антонием (Храповицким) и проживающим с 1922 года в Париже митрополитом Евлогием вызвали разделение православных общин в Германии. На Архиерейском Соборе РПЦЗ в Сремских Карловцах в июне 1926 года Германия была выделена в самостоятельную епархию во главе с Тихоном (Лященко). В юрисдикции РПЦЗ оказались почти все приходы в Германии.
После прихода в 1933 году к власти Адольфа Гитлера государство стало оказывать давление на приходы митрополита Евлогия, который 10 июня 1931 года был уволен Сергием (Страгородским) и затем перешёл в юрисдикцию Константинопольского Патриархата, и настаивало на их подчинении епископу Берлинскому Тихону (Лященко).
После окончания войны и подписания Германией акта о капитуляции начался процесс перехода приходов РПЦЗ в юрисдикцию РПЦ.
С октября 1946 года православные приходы Московского Патриархата в Германии были включены в состав образованного Среднеевропейского Экзархата РПЦ, главой которого стал архиепископ Венский Сергий (Королёв).
Из 42 русских приходов в Германии только восемь в начале 1950-х годов признавали власть Московского патриарха. Из них три прихода было в ГДР, два — в ФРГ, три — на территории Западного Берлина. Поставленный московским священноначалием в Берлин архиепископ Борис (Вик) реально мог руководить лишь приходами в ГДР. Архиепископ свидетельствовал при этом, что подчинённое ему духовенство не проявляет активности и не имеет влияния.
11 ноября 1954 года определением Священного Синода «Благочиние русских православных храмов в Германии» включалось в состав Западноевропейского Экзархата.
15 августа 1957 года Берлинская епархия была восстановлена. С 1960 года — епархиальный центр Среднеевропейского экзархата.
В 1952—1954 годах епархия издавала журнал «Голос Православия» на русском языке. Издание было возрождено в мае 1961 года уже на немецком языке под названием «Stimme der Orthodoxie» уже как орган Среднеевропейского экзархата Русской православной церкви с целью «знакомить читателей с отдельными моментами из жизни РПЦ, и в первую очередь — с церковной жизнью православных приходов в Германии, а также с жизнью и деятельностью… Экзархата». В журнале публиковались статьи на немецком языке, заметки, рецензии, посвящённые межконфессиональному диалогу, а также труды зарубежных богословов о православии.
24 февраля 1971 года решением Священного Синода РПЦ из состава Берлинской епархии выделены Баденская и Баварская епархия на территории федеральных земель Баварии и Баден-Вюртемберга и Дюссельдорфская епархия в пределах земель Бремен, Гамбург, Гессен, Нижняя Саксония, Рейнланд-Пфальц, Саар, Северный Рейн-Вестфалия и Шлезвиг-Гольштейн. В составе Берлинской епархии осталось 7 приходов в Берлине, Веймаре, Дрездене, Лейпциге и Потсдаме.
Решением Архиерейского Собора от 30-31 января 1990 года, в числе прочих зарубежных Экзархатов РПЦ, Среднеевропейский Экзархат был упразднён, а входившие в него епархии подчинены Патриарху и Синоду, то есть непосредственно Отделу внешних церковных сношений.
После упразднения Среднеевропейского Экзархата епархия стала именоваться Берлинская и Лейпцигская.
23 декабря 1992 года Синод РПЦ принял решение об объединении 3 епархий (Берлинской и Лейпцигской, Баденской и Баварской, Дюссельдорфской) в единую Берлинскую и Германскую епархию.
21 марта 1996 года Берлинской епархии отошло Венгерское благочиние Московского Патриархата, которое до этого подчинялось непосредственно ОВЦС (в 2000 году преобразовано в самостоятельную епархию).
С начала 1990-х годов до середины 2000-х в Германию прибыло более 300 тысяч человек из России и стран бывшего Советского Союза, многие из которых являются православными. С 1992 по 2007 годы количество приходов увеличилось с двенадцати до шестидесяти одного. В 2008 году был открыт мужской монастырь Св. Георгия Победоносца в Гётшендорфе.

## Архиереи
- октябрь 1945 — 16 ноября 1948 — Александр (Немоловский)
- 16 ноября 1948 — 26 сентября 1950 — Сергий (Королёв)
- 26 сентября 1950 — 15 октября 1954 — Борис (Вик)
- 11 ноября 1954[6] — 15 августа 1957 — Николай (Ерёмин), архиеп. Клишисский, экзарх Западной Европы
- 15 августа 1957 — 6 марта 1959 — Михаил (Чуб)
- 6 марта 1959 — 21 июня 1960 — Иоанн (Разумов) в/у, епископ Псковский
- 30 июня 1960 — 16 июня 1962 — Иоанн (Вендланд)
- 16 июня — 10 октября 1962 — Филарет (Денисенко) в/у, еп. Лужский
- 10 октября 1962 — 20 мая 1964 — Сергий (Ларин)
- 20 мая 1964 — 23 июля 1966 — Киприан (Зёрнов)
- 23 июля 1966 — 7 октября 1967 — Ионафан (Кополович) в/у, еп. Тегельский
- 7 октября 1967 — 1 декабря 1970 — Владимир (Котляров)
- 1 декабря 1970 — 18 апреля 1973 — Леонтий (Гудимов)
- 18 апреля 1973 — 10 октября 1978 — Филарет (Вахромеев)
- 10 октября 1978 — 26 декабря 1984 — Мелхиседек (Лебедев)
- 26 декабря 1984 — 29 июля 1986 — Феодосий (Процюк)
- 29 июля 1986 — 31 января 1991 — Герман (Тимофеев)
- 31 января 1991 — 11 сентября 2017 — Феофан (Галинский)
- 11 сентября — 28 декабря 2017 — Антоний (Севрюк) в/у, еп. Звенигородский
- с 28 декабря 2017 года — Тихон (Зайцев), архиепископ Рузский

## Благочиннические округа
По состоянию на март 2023 года
- Баварско-Гессенский
- Восточный
- Гамбургский
- Западный
- Северный
- Южный

## Храмы
- Воскресенский собор (Берлин) (кафедральный)
- Список православных храмов Германии

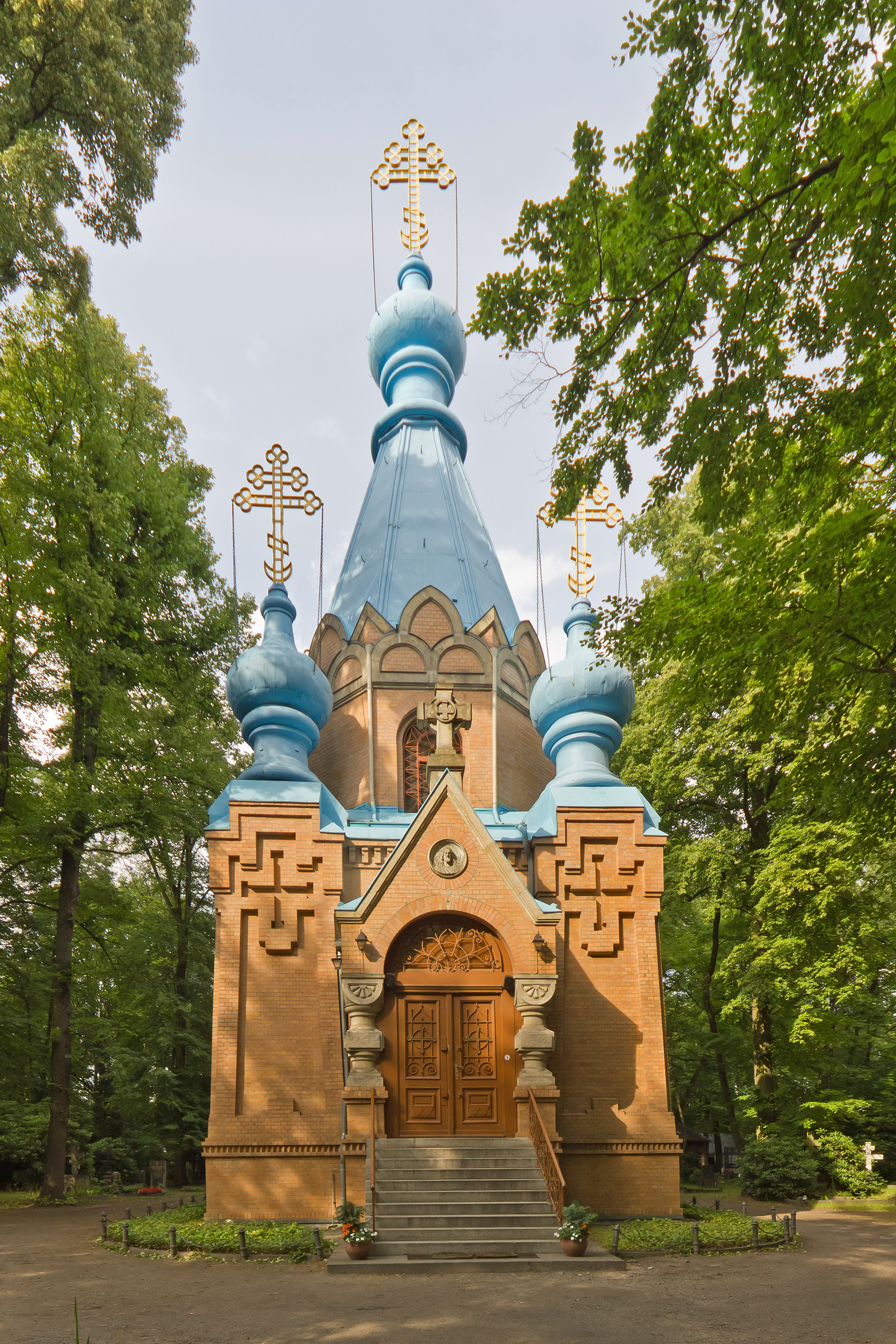
Церковь в Берлине-Тегеле
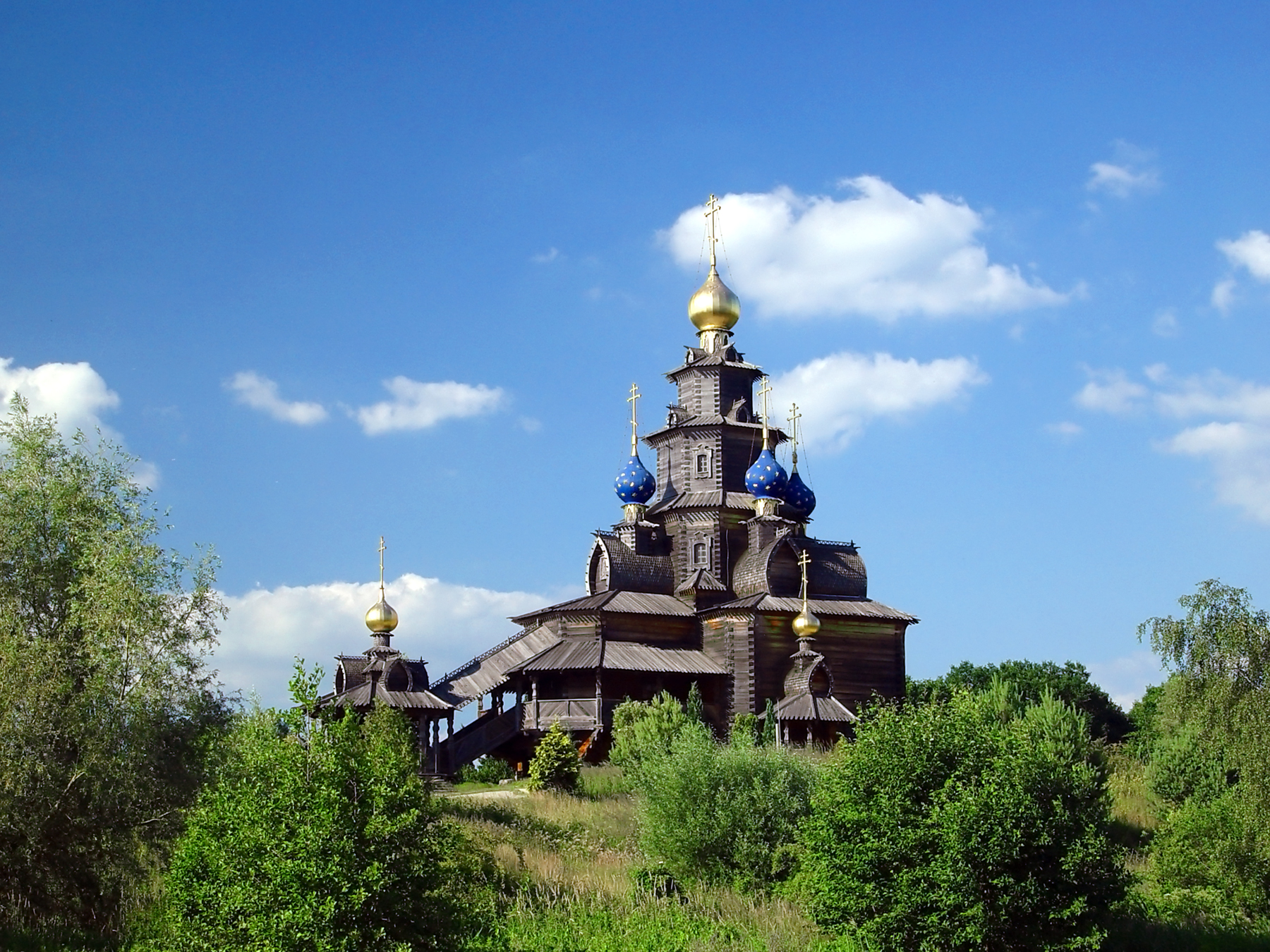
Церковь в Гифхорне
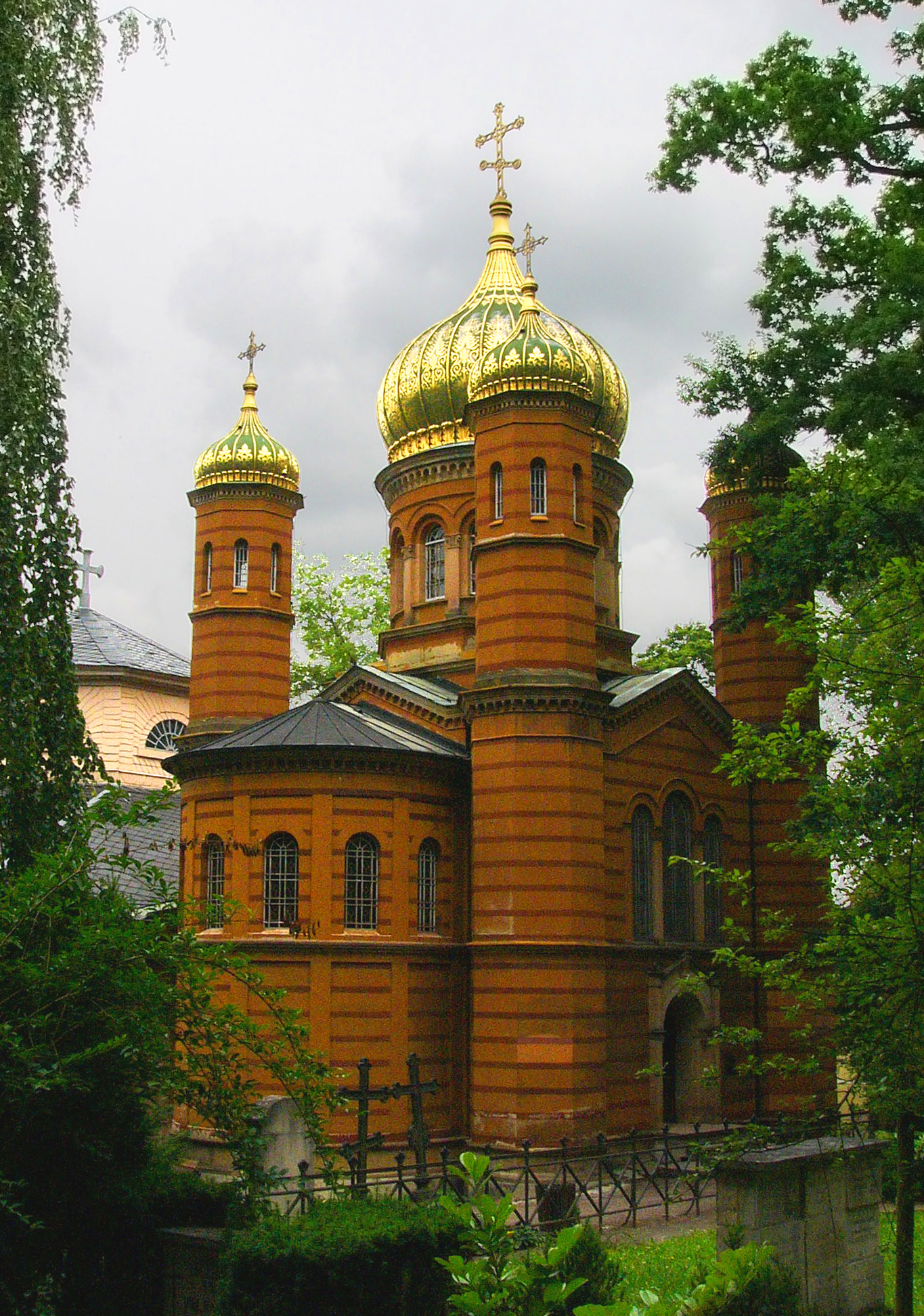
Церковь в Веймаре
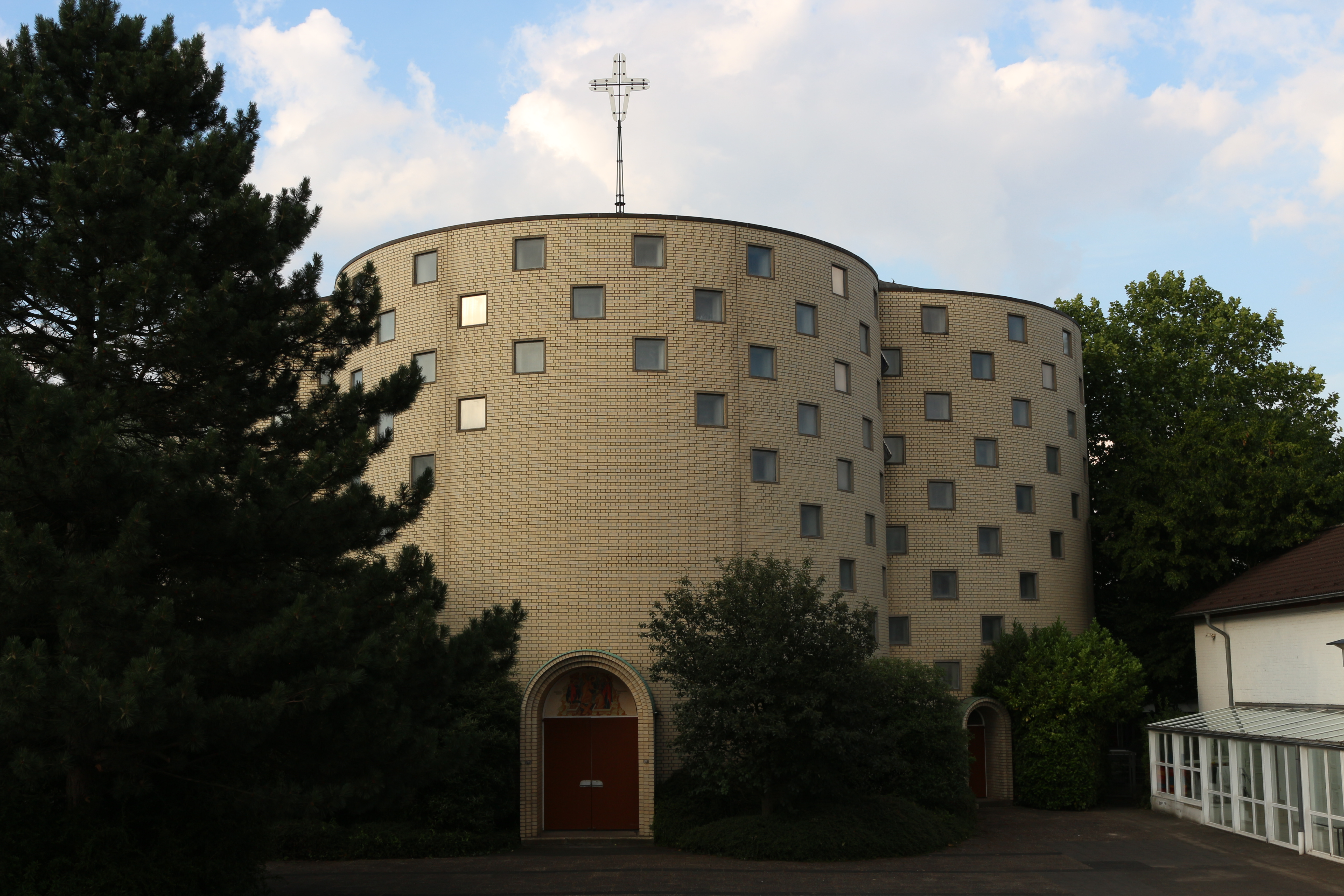
Храм святой Великомученицы Варвары (Крефельд)

## См. также

Жизнь Берлинской епархии
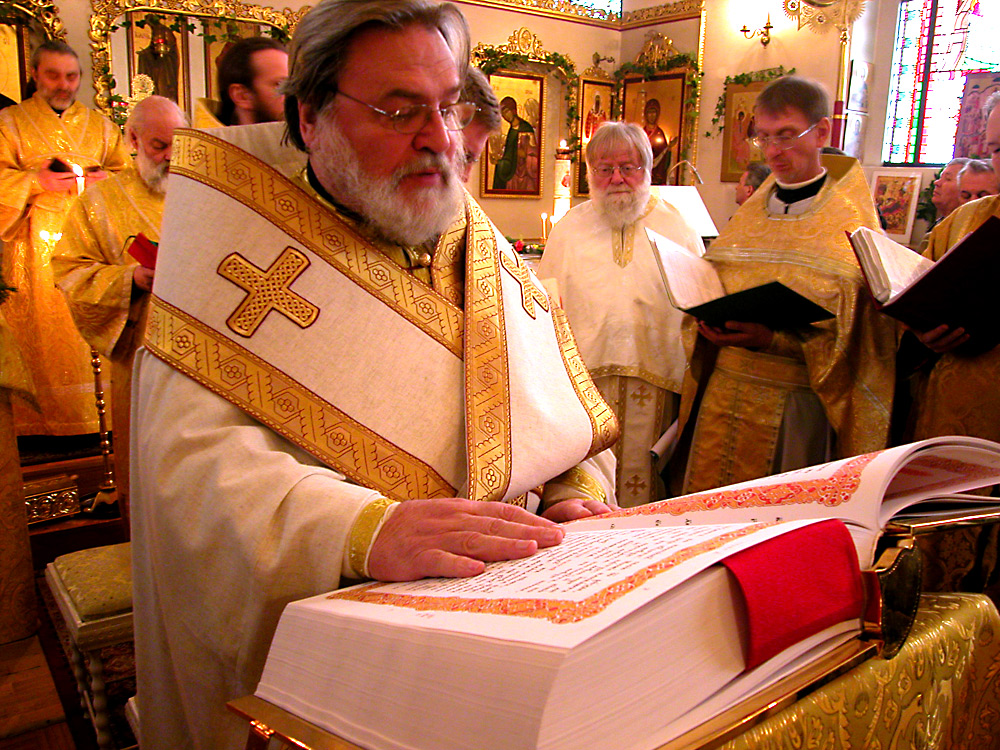
Литургия св. ап. Иакова в Дюссельдорфе
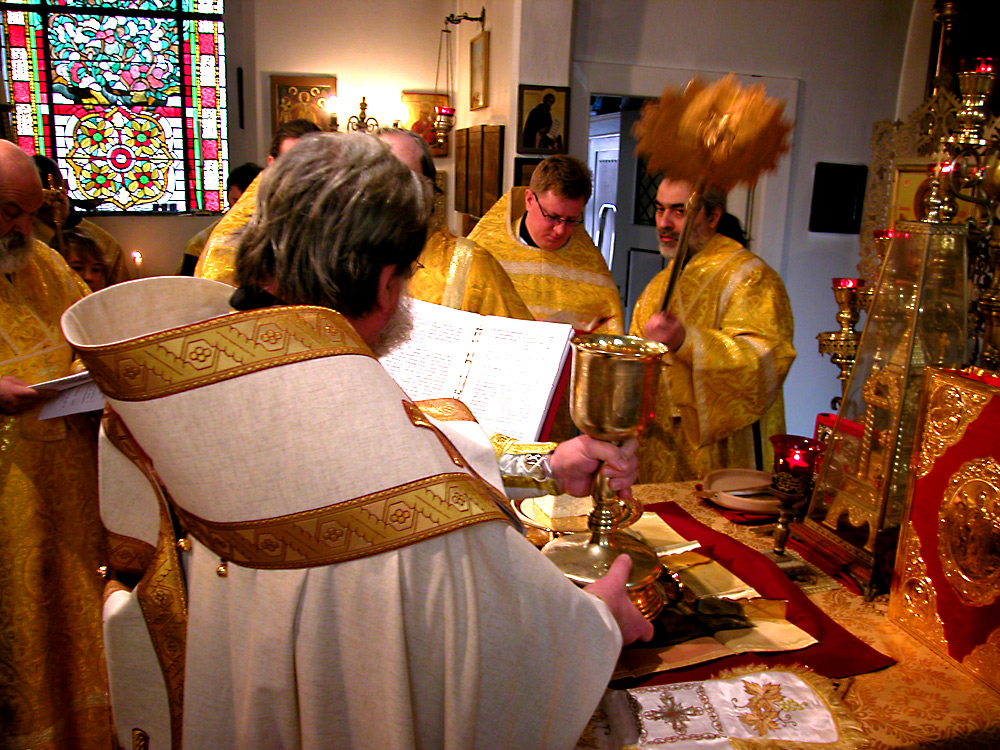
Литургия св. ап. Иакова в Дюссельдорфе
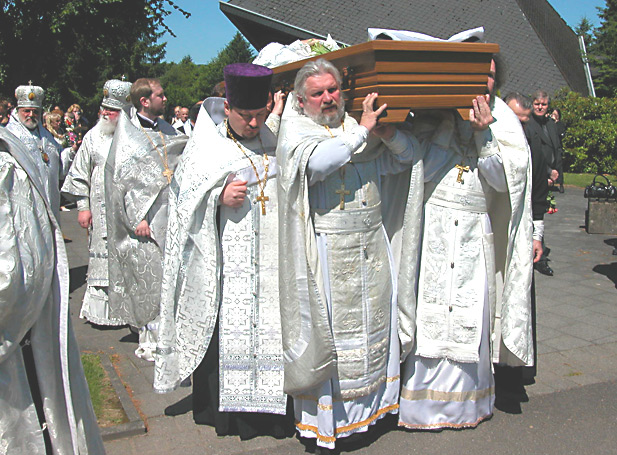
Похороны священника в Дюссельдорфе

Исторические фотографии
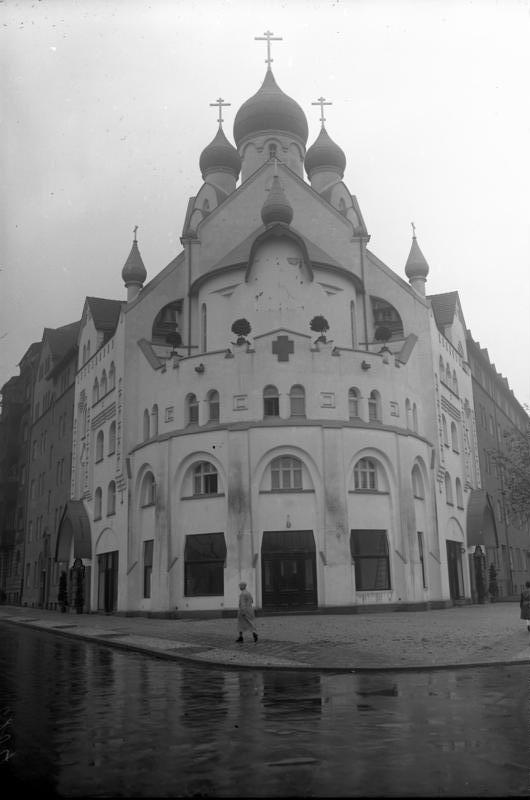
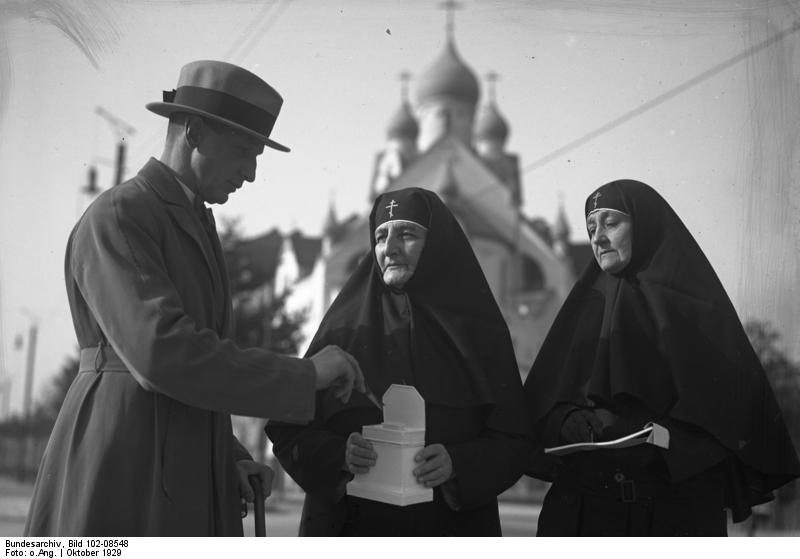
Берлин 29 октября 1929 года
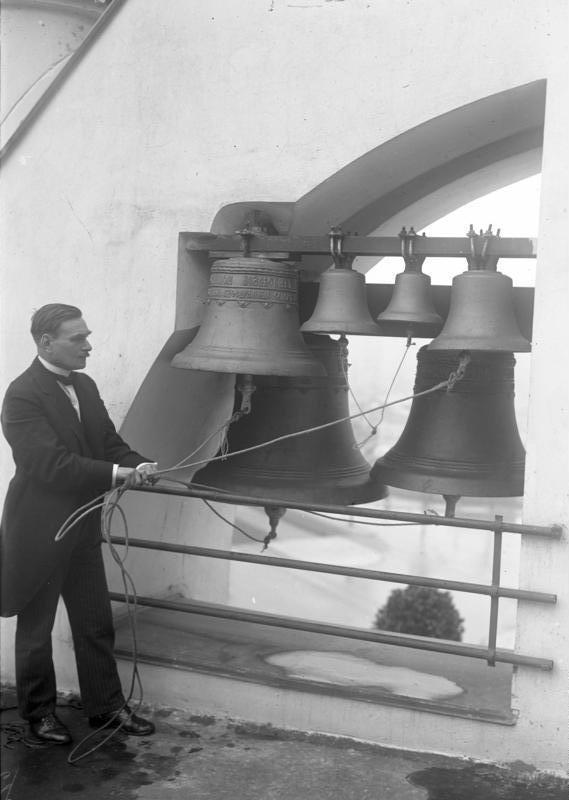
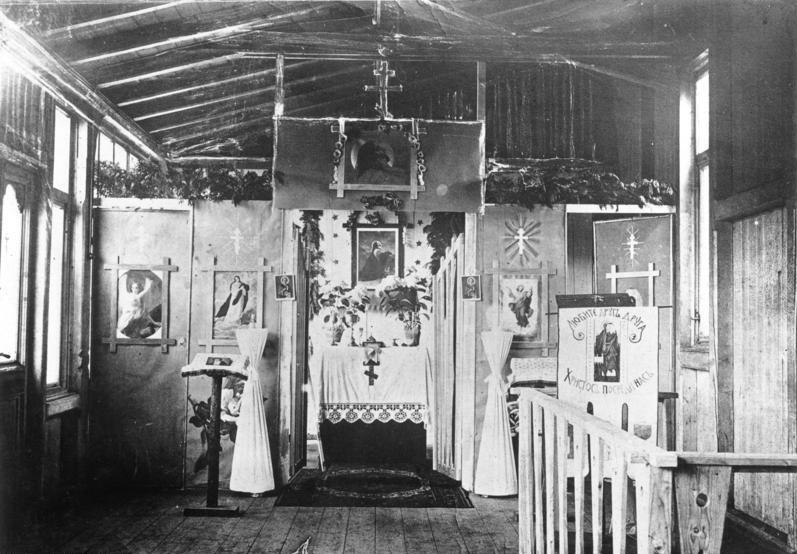